# Pontia
Pontia es un género  de mariposas de la familia Pieridae. Se encuentra distribuido por todo el mundo.

## Especies
Lista de especies.
- Pontia beckerii (Edwards, 1871)
- Pontia callidice (Hübner, 1799-1800)
- Pontia chloridice (Hübner, 1808-1813)
- Pontia daplidice (Linnaeus, 1758)
- Pontia davidis (Oberthür, 1876)
- Pontia distorta (Butler, 1886)
- Pontia dubernardi (Oberthür, 1884)
- Pontia edusa (Fabricius, 1777)
- Pontia extensa (Poujade, 1888)
- Pontia glauconome (Klug, 1829) –
- Pontia helice (Linnaeus, 1764)
- Pontia protodice (Boisduval & Le Conte, 1830)
- Pontia sherpae Epstein, 1979
- Pontia sisymbrii (Boisduval, 1852) –
- Pontia stoetzneri (Draeseke, 1924)
- Pontia venata (Leech, 1891)

## Galería

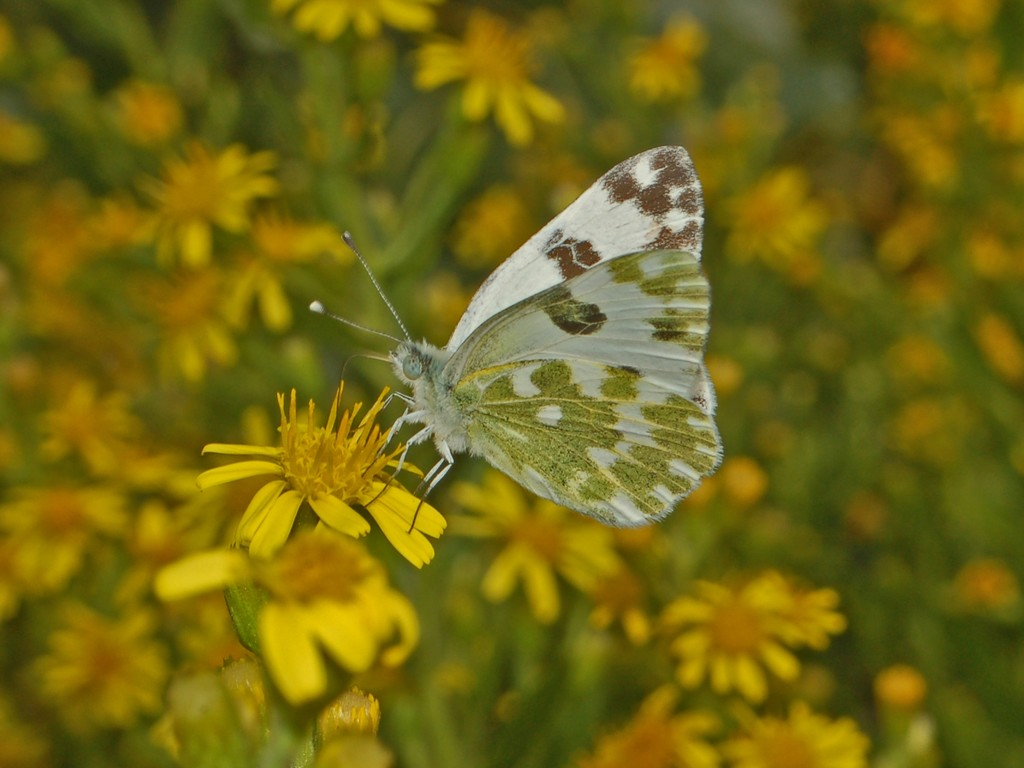
Pontia edusa
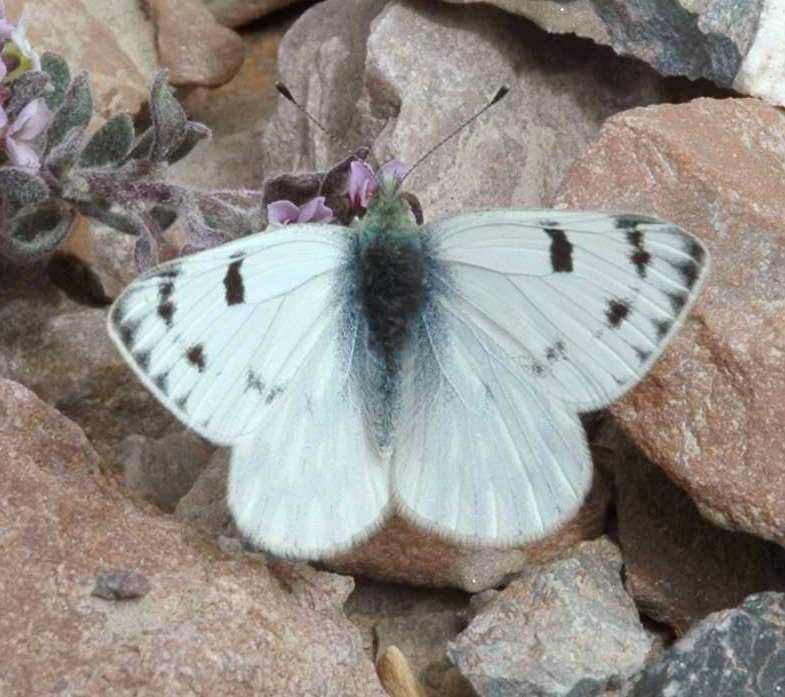
Pontia callidice
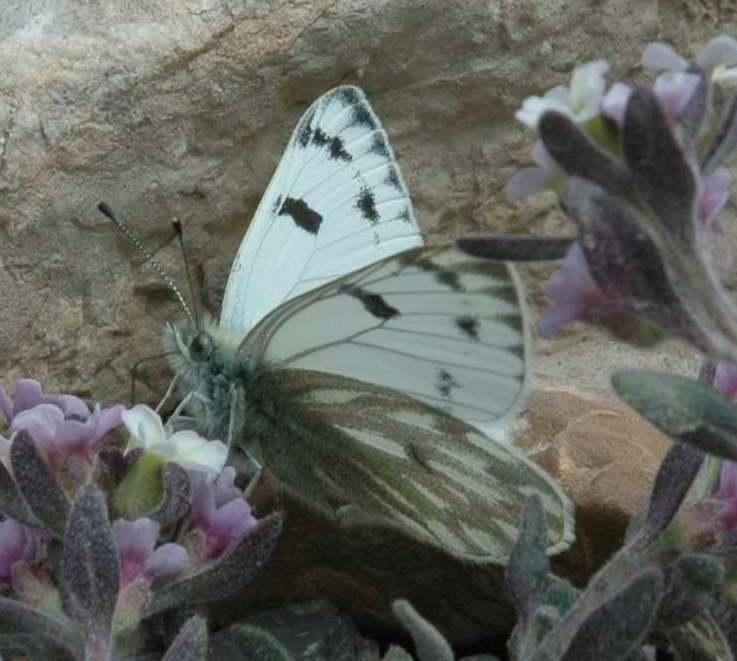
Pontia callidice
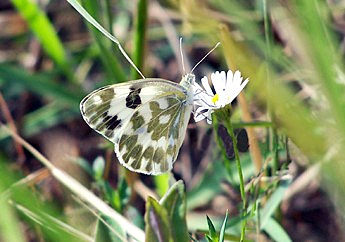
Pontia daplidice
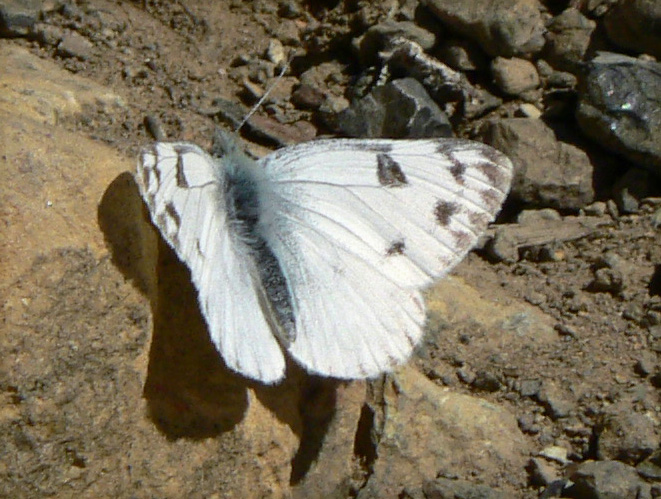
Pontia occidentalis
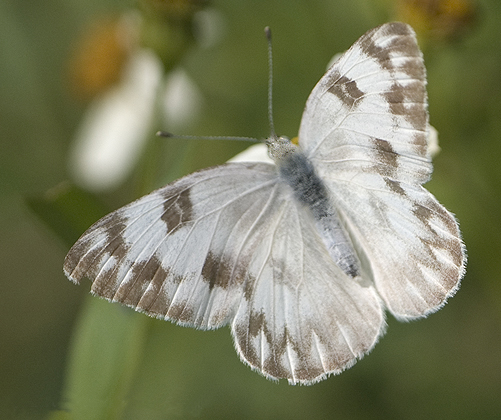
Pontia protodice - hembra
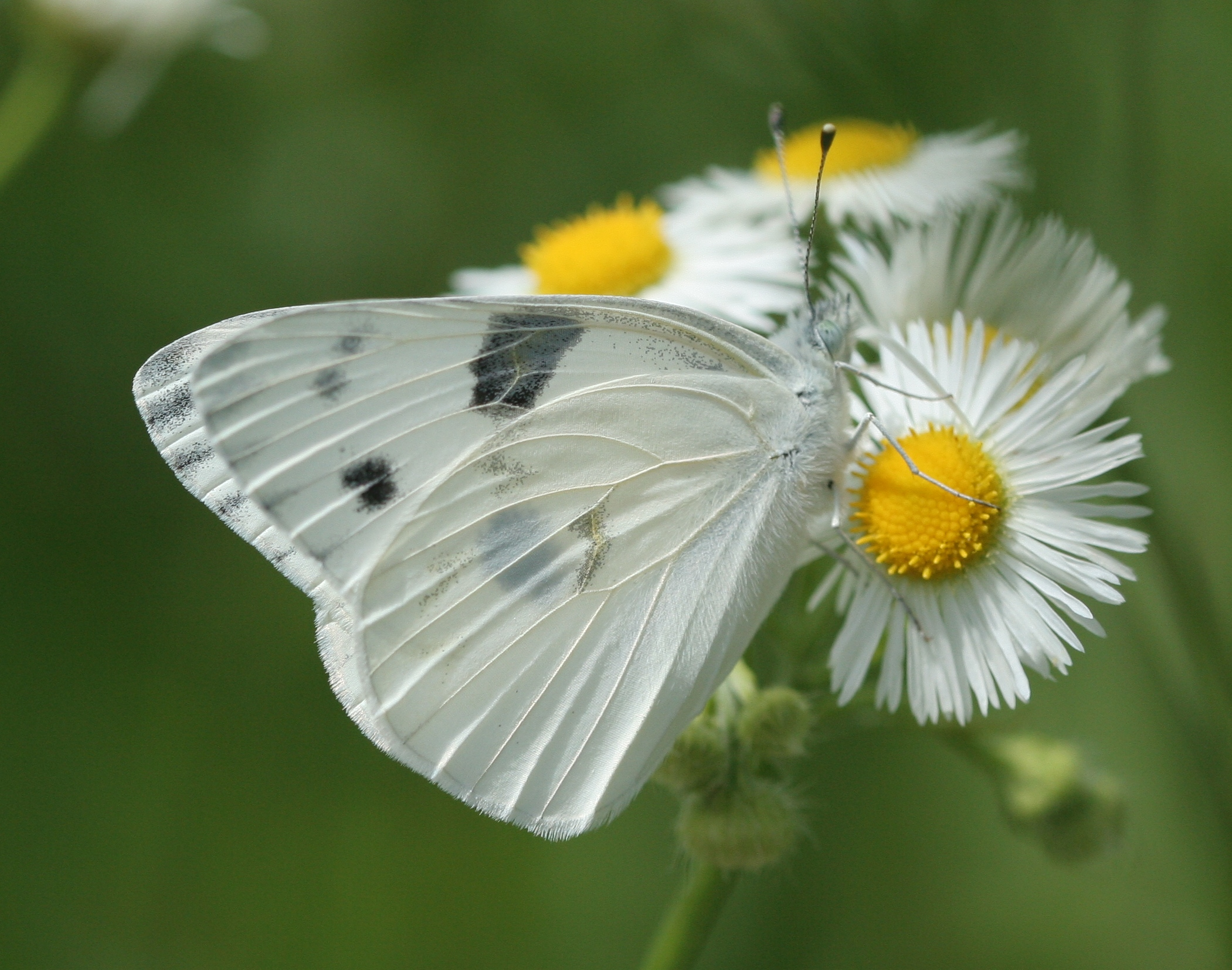
Pontia protodice - macho